# Echoside
Echoside – pierwszy singel, a zarazem pierwszy w historii utwór nagrany przez grupę Dark Lotus.
Pierwotnie utwór ten miał się znaleźć na debiutanckim albumie Lotusa "Tales From the Lotus Pod", jednak ze względu na przeciągające się rozpoczęcie prac nad płytą postanowiono wykorzystać "Echoside" wcześniej i umieszczono go na albumie Insane Clown Posse, "The Amazing Jeckel Brothers" w 1999 roku.
W późniejszym czasie singel ten został wydany w wersji fizycznej w limitowanym nakładzie 1000 sztuk i był sprzedawany tylko jednego dnia, w jednym miejscu w sklepie muzycznym Rock of Ages w stanie Michigan.

## Lista utworów
1. Echoside